# Discocyrtus invalidus
Discocyrtus invalidus is een hooiwagen uit de familie Gonyleptidae.